# Amphiura ptena
Amphiura ptena är en ormstjärneart som beskrevs av Clark 1938. Amphiura ptena ingår i släktet Amphiura och familjen trådormstjärnor. Inga underarter finns listade i Catalogue of Life.